# Linde, Gotlands kommun
Linde är en småort i Gotlands kommun i Gotlands län och kyrkby i Linde socken, belägen på södra Gotland cirka 5 km norr om Hemse.
I Linde ligger Linde kyrka.